# 第五氣態巨行星
第五氣體巨行星，也稱為第五巨行星，是一顆存在於40億年前的假想行星。這顆行星於2011年被理論化。

## 學說
太陽系中第五顆氣態巨行星的理論來自2011年的一個學說，該理論認為一顆額外的冰巨星正好位於天王星和土星的軌道之間。隨著時間的推移，假設的行星質量對土星和天王星施加了力，最終將這三顆行星緊緊地綁在一起，在足够的引力下，土星和天王星的引力將這顆氣態巨行星拋出了我們的太陽系。

## 特點
這是假設，但網上消息稱，這顆氣態巨行星的平均半徑為23,500公里。周長約為147,655公里，其直徑約為47,000公里。.

### 組成
根據航海家2號對天王星和海王星的研究，氣態巨行星大氣中最常見的氣體的假設成分是氫、甲烷、氦和氨。

## 在何處
這顆行星可能被恆星的引力捕獲，成為一顆已經被發現的系外行星；也可能是一顆已經被發現的星際行星，或者可能被恆星引力撕裂。另一種理論認為，它可能沒有完全脫離太陽的引力，可能以橢圓路徑重新繞著太陽，可能成為行星X。